# Oscar Goedhart

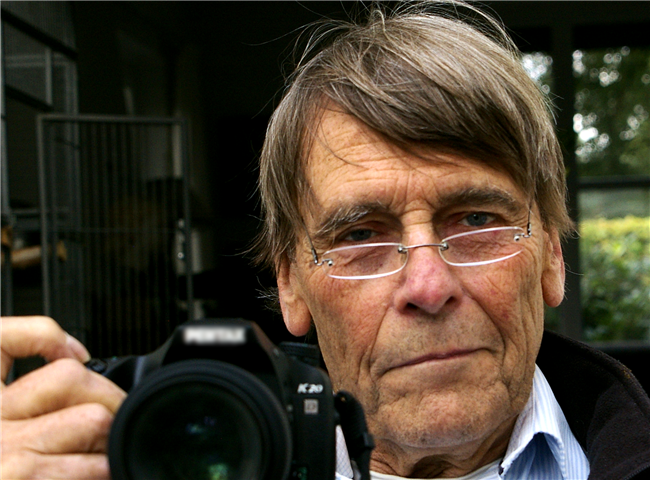
Oscar Goedhart (zelfportret)

Oscar Goedhart (Ambon, 6 januari 1938 – Molenhoek, 13 januari 2021) was een Nederlands beeldhouwer, medailleur en etser. Hij studeerde aan de Academie voor beeldende kunsten in Arnhem bij onder andere Cephas Stauthamer. In 1968 was hij een van de winnaars van de Alcuinusprijs van Nijmegen.
Werk van Goedhart staat onder andere in Mook en Middelaar en in Nijmegen. Een werk van Goedhart dat in Ooij stond is in 2011 gestolen.
Oscar Goedhart overleed op 13 januari 2021 op 83-jarige leeftijd in zijn woonplaats Molenhoek.

## Galerij

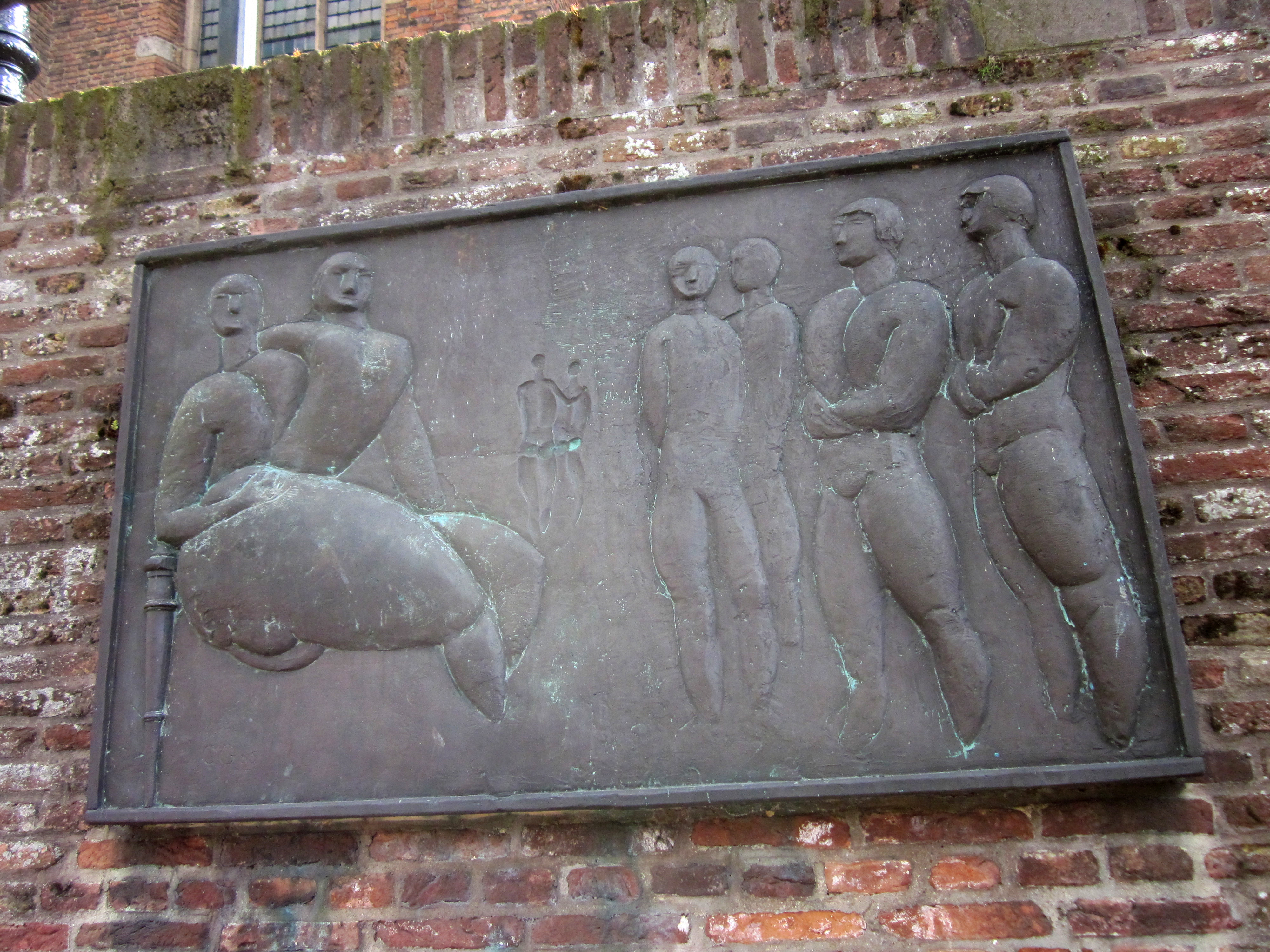
Relief 'Het raadsel van Nijmegen', Sint Stevenskerkhof, Nijmegen
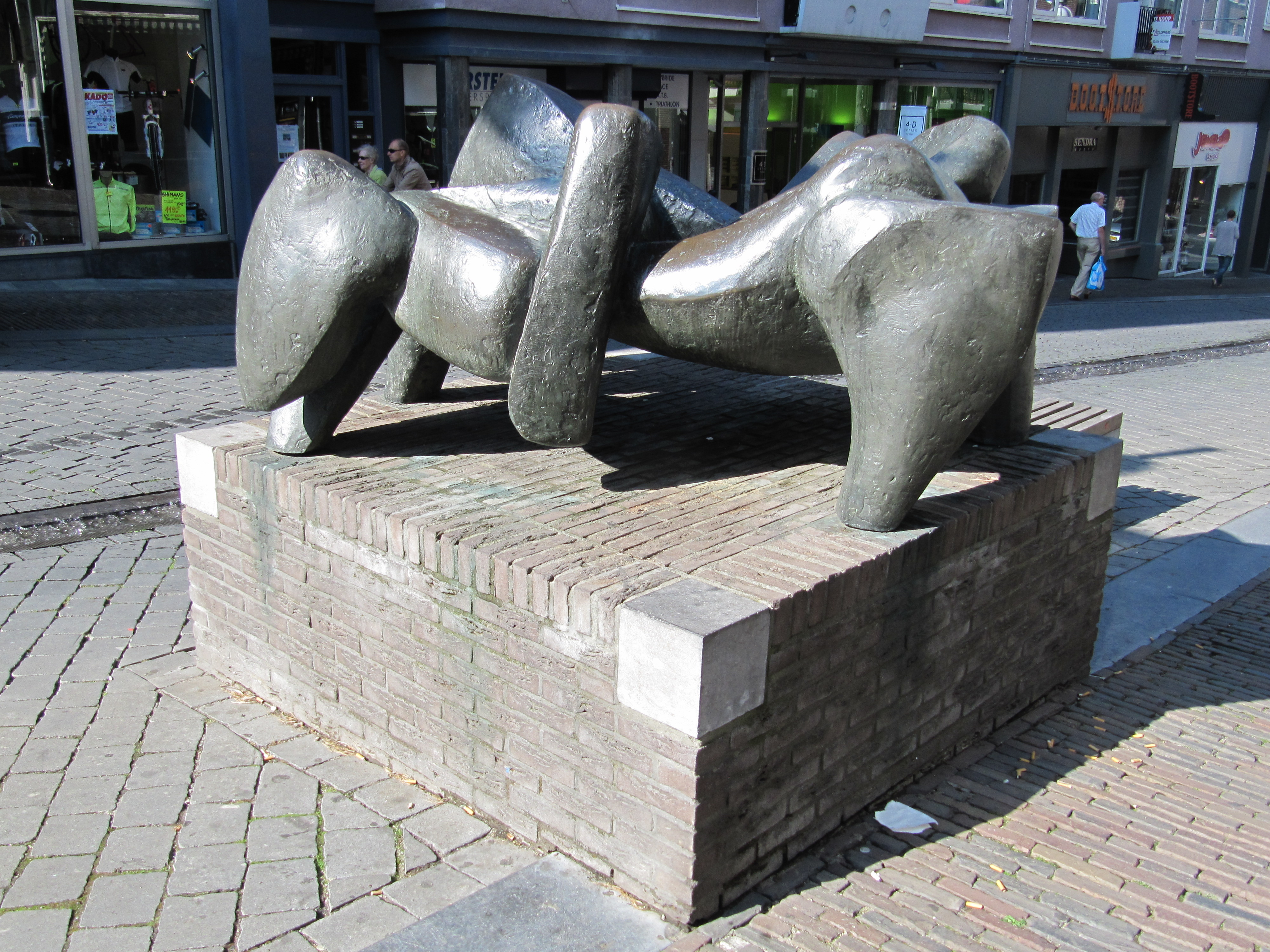
Sculptuur 'Liggende figuren' in de Stikke Hezelstraat, Nijmegen
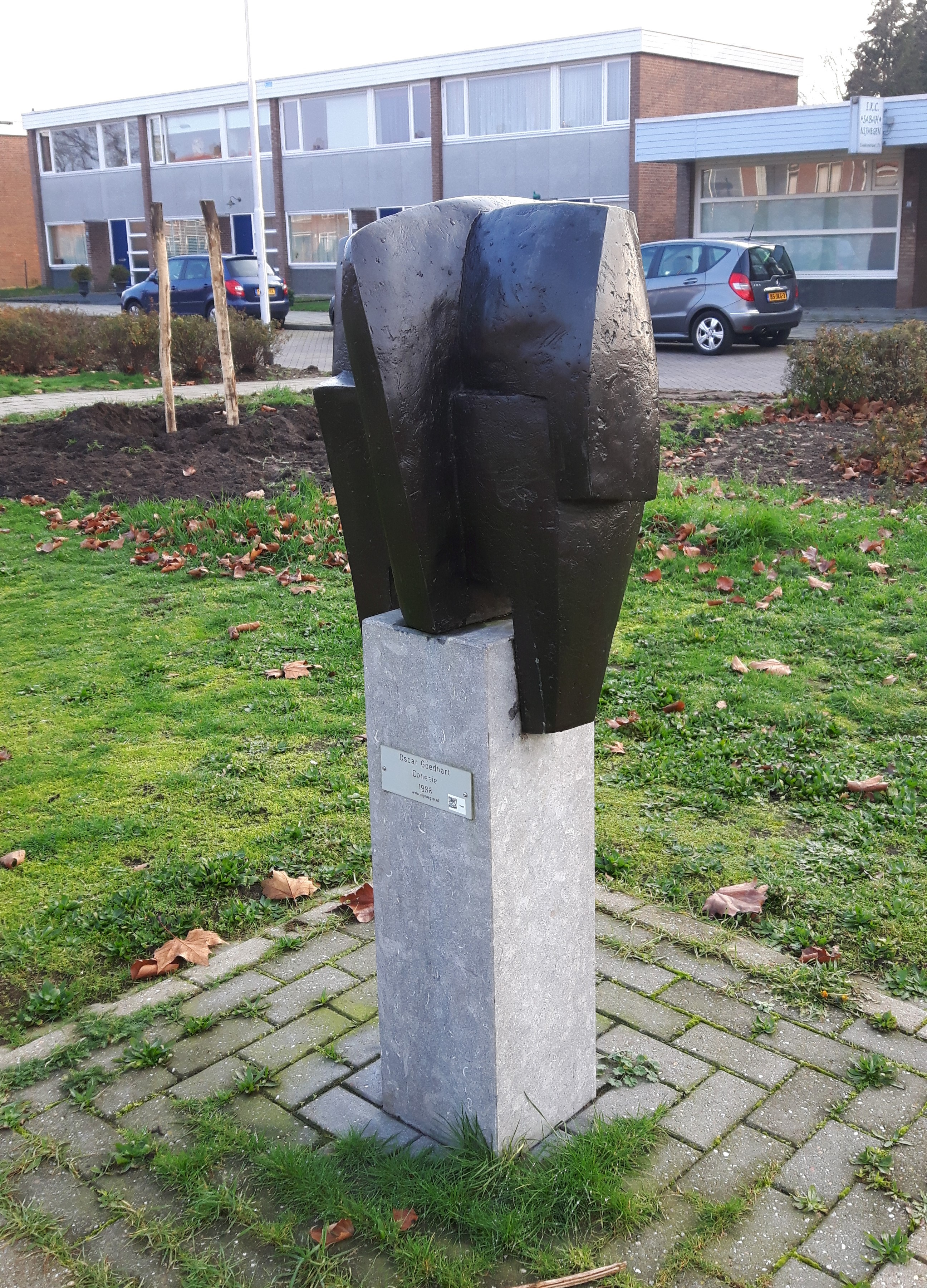
Sculptuur 'Cohesie', Einsteinstraat, Nijmegen
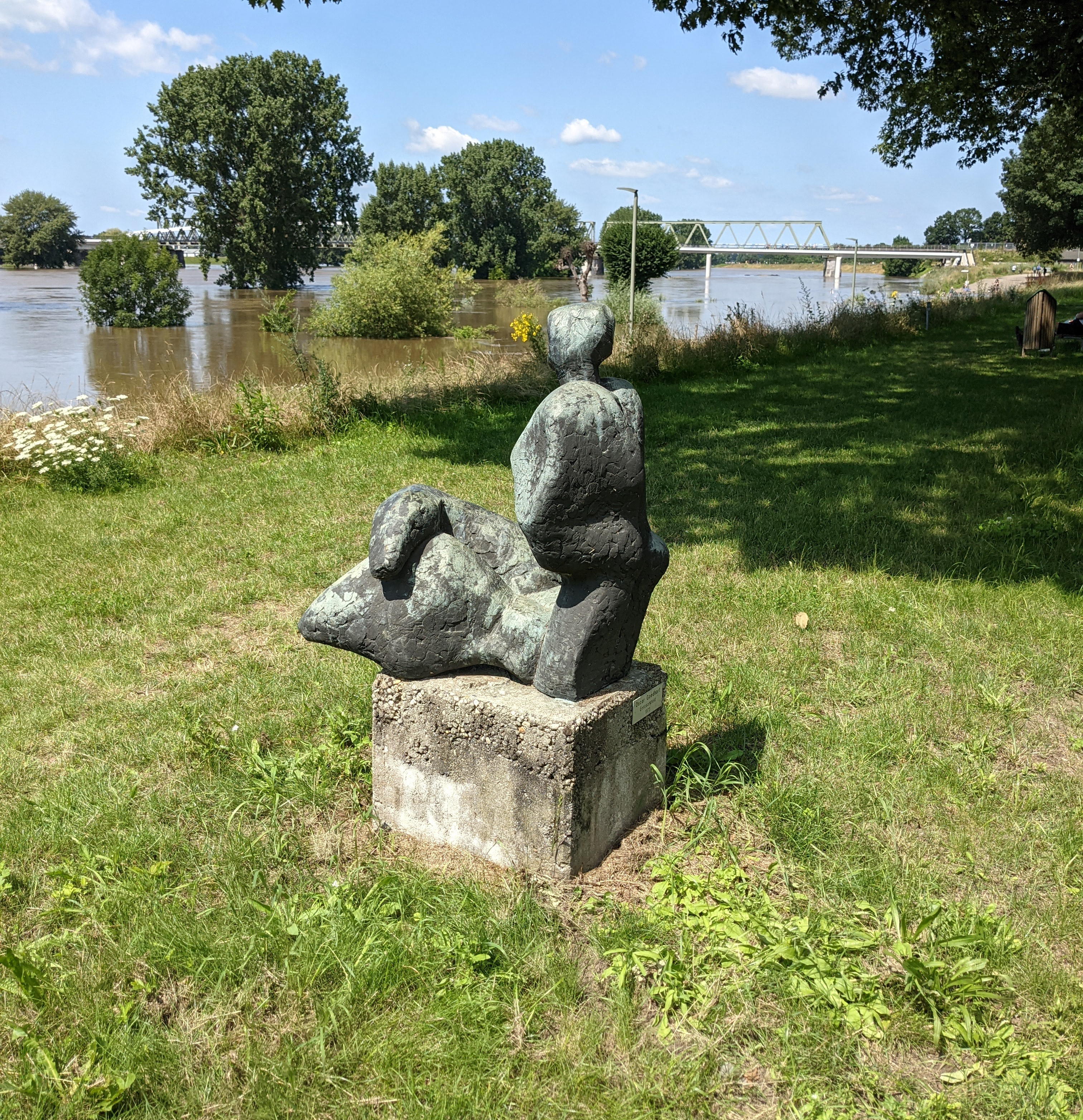
Sculptuur 'Eenzaamheid', Mook
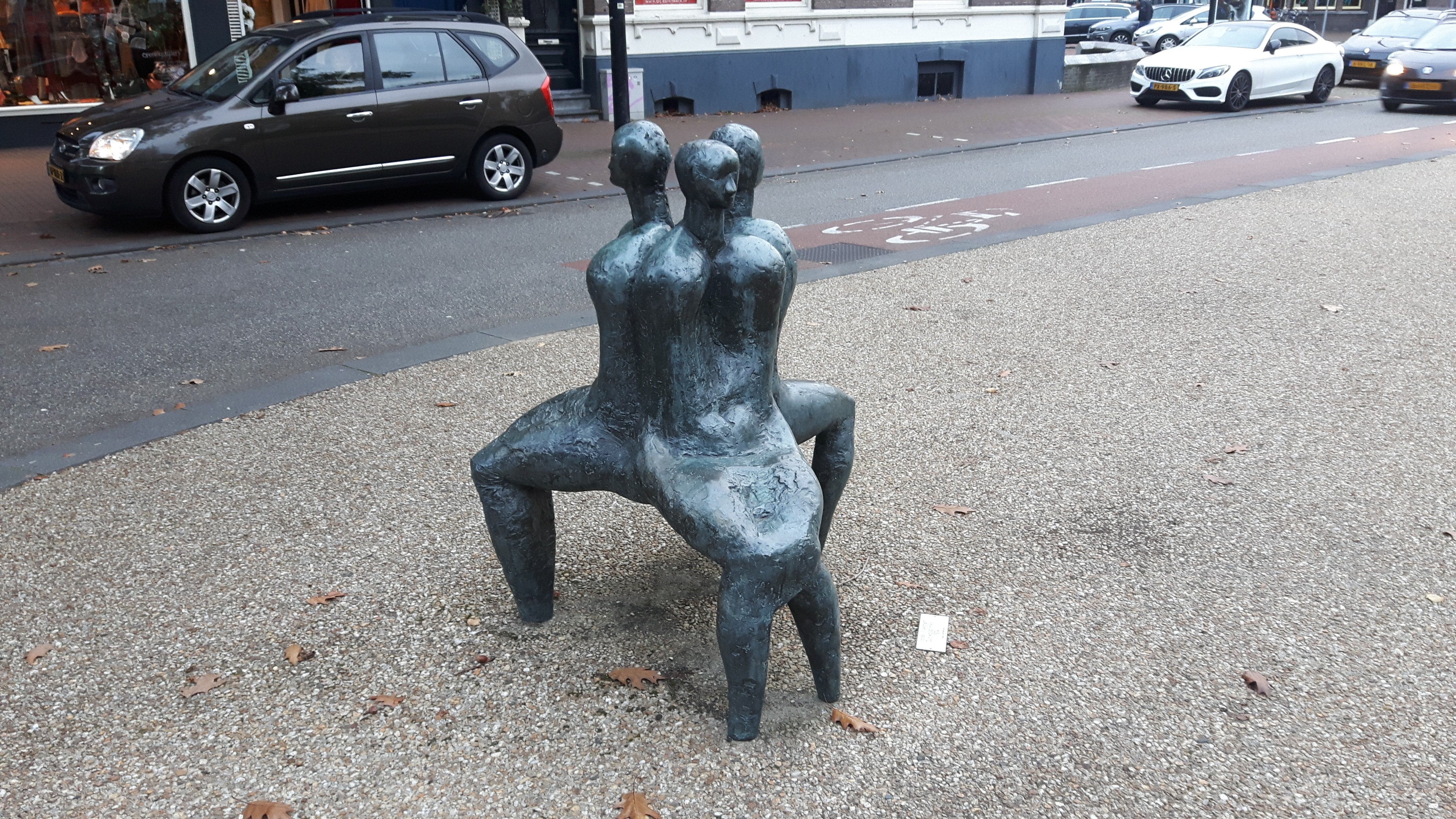
Sculptuur 'Schikgodinnen', Hertogplein, Nijmegen

- Nederlandse Thesaurus van Auteursnamen: 370394127
- RKD-Nederlands Instituut voor Kunstgeschiedenis: 32320
- Virtual International Authority File: 309880678
- WorldCat: E39PBJgRTxBTCb3yv8qmvBDpfq